# Кальмар (лен)

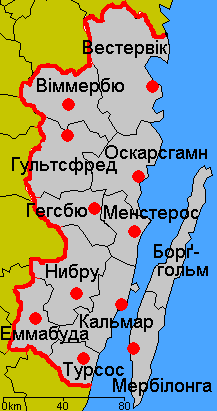
Комуни лену Кальмар

Кальмар (швед. Kalmar län) — лен, розташований на узбережжі Балтійського моря у південній частині Швеції. Центр — місто Кальмар. Розташований у провінціях Еланд та Смоланд. Межує з ленами Крунуберг, Єнчепінг, Естерйотланд, Блекінге.

## Адміністративний поділ
Адміністративно лен Кальмар поділяється на 12 комун:
1. Комуна Борґгольм (Borgholms kommun) (на о. Еланд)
2. Комуна Вестервік (Västerviks kommun)
3. Комуна Віммербю (Vimmerby kommun)
4. Комуна Гегсбю (Högsby kommun)
5. Комуна Гультсфред (Hultsfreds kommun)
6. Комуна Еммабуда (Emmaboda kommun)
7. Комуна Кальмар (Kalmar kommun)
8. Комуна Менстерос (Mönsterås kommun)
9. Комуна Мербілонга (Mörbylånga kommun) (на о. Еланд)
10. Комуна Нибру (Nybro kommun)
11. Комуна Оскарсгамн (Oskarshamns kommun)
12. Комуна Турсос (Torsås kommun)

## Відомі уродженці
- Рікард Вестлінґ — шведський ботанік, фармацевт, міколог-мікробіолог